# Icatibant

Estructura química del Icatibant.

El Icatibant (Firazyr®) es un fármaco peptidomimético constituido por diez aminoácidos, siendo un antagonista específico y selectivo de los receptores B2 de la bradicinina. Ha sido aprobado por la Comisión Europea para el tratamiento sintomático de las crisis agudas de angioedema hereditario (AEH) en adultos, (con deficiencia del inhibidor de la esterasa C1).

## Modo de acción
La bradicinina es un hormona peptídica que se produce localmente en los tejidos, muy frecuentemente en respuesta a un trauma. La bradicinina incrementa la permeabilidad vascular, dilata los capilares y contrae la musculatura lisa. La bradicinina juega un papel importante como mediador del dolor. El exceso de bradicinina es el responsable de los síntomas típicos de la inflamación, tales como hinchazón, enrojecimiento, calor local y dolor. Estos síntomas son mediados por la activación de los receptores B2 de la bradicinina. Icatibant actúa como un inhibidor de la bradicinina bloqueando la unión de la bradicinina al receptor B2 de la bradicinina.

## Situación del registro
Icatibant ha recibido el estatus de medicamento huérfano en Australia, Unión Europea (CE), Suiza y USA.
En la CE, la aprobación por la Comisión Europea (julio de 2008) permite a Jerini comercializar Firazyr en los 27 Estados miembros de la CE, así como en Suiza, Lichtenstein e Islandia, haciendo a este producto el primero en ser aprobado en todos los países de la CE para el tratamiento del AEH.
En USA, Jerini ha presentado una aplicación de comercialización a la Food and Drug Administration (FDA) y como resultado de las conversaciones con la FDA Jerini ha planificado iniciar un ensayo confirmatorio fase III, controlado, con placebo durante el cuarto trimestre de 2009.